# Kakukaku Shikajika
Kakukaku Shikajika (かくかくしかじか?  "Bla bla bla") är en självbiografisk serie som skrevs och tecknades av Akiko Higashimura, och gas ut av Shueisha i josei-tidningen Cocohana mellan den 28 januari 2012 och den 28 januari 2015.

## Handling
Serien följer Akiko Hayashi från och med hennes sista år på high school, hur hon förbereder sig för antagningsproven för de konst-college hon vill gå på, hennes tid på college, hennes jobbsökande, och hennes arbetsliv.

## Volymer
Kapitlen, som kallas för "canvases" (sv. "taveldukar"), publicerades först i Cocohana, och samlades sedan i fem tankōbon-volymer. Volym 3 och framåt inkluderar även ett bonus-kapitel var, som kallas "sketchbook" (sv. "skissbok").
| Nr | Första utgivningsdatum | Innehåll                 | ISBN                   |
| -- | ---------------------- | ------------------------ | ---------------------- |
| 1  | 25 juli 2012           | Canvas 01–07             | ISBN 978-4-08-782457-5 |
| 2  | 24 maj 2013            | Canvas 08–14             | ISBN 978-4-08-782653-1 |
| 3  | 24 januari 2014        | Canvas 15–21, Sketchbook | ISBN 978-4-08-782746-0 |
| 4  | 25 juli 2014           | Canvas 22–28, Sketchbook | ISBN 978-4-08-782797-2 |
| 5  | 25 mars 2015           | Canvas 29–34, Sketchbook | ISBN 978-4-08-792004-8 |

## Mottagande
Kakukaku Shikajika rankades som nummer fem i Kono Manga ga Sugoi!:s "topp 20 manga för kvinnliga läsare" två år i rad, 2012 och 2013, och som nummer sju år 2014.
År 2013 kom den på fjärde plats i Comic Natalie Grand Prize.
2015 vann serien det årliga Manga Taishō-priset.

### Försäljning
Under sin första månad såldes 49 232 exemplar av volym 2; volym 3 såldes i 47 446 exemplar under motsvarande tidsperiod.